# Salto quantico
Un salto quantico (dall'inglese quantum leap o quantum jump), nella meccanica quantistica,  è il passaggio repentino di un sistema da uno stato quantico ad un altro. Il processo è definito "salto" in quanto discontinuo, vale a dire che il sistema non attraversa un continuo di stati intermedi. Il fenomeno non è previsto dalla teoria fisica classica, in cui si assumono grandezze continue.
Ad esempio, in fisica atomica l'espressione indica il passaggio di un elettrone in un atomo da uno stato di energia ad un altro; l'elettrone salta da un livello di energia ad un altro senza assumere valori di energia intermedi. Il salto è dovuto all'assorbimento o all'emissione di radiazione elettromagnetica sotto forma di un fotone di energia pari alla differenza tra l'energia iniziale e finale dell'elettrone. La probabilità di assorbimento (o emissione) del fotone determina l'allargamento delle linee spettrali dell'atomo.
Un salto quantico può essere accompagnato dall'emissione o dall'assorbimento di fotoni; il trasferimento di energia durante un salto quantico può avvenire anche per trasferimento di energia risonante non radiativa o in collisione con altre particelle.
Nella fisica moderna, il concetto di salto quantico è usato raramente; di norma gli scienziati parlano di transizioni tra stati quantici o livelli energetici.